# منر (مریلند)
منر (به انگلیسی: Colmar Manor) شهری در ایالت مریلند کشور ایالات متحده آمریکا است که جمعیت آن در سرشماری سال ۲۰۱۰ میلادی، ۱٬۴۰۴ نفر بوده‌است.